# 荒木香衣
荒木香衣（日语：／ Araki Kae，1963年11月6日—），日本女性配音員。大阪府出生，生長於北海道。身高150cm。B型血。

## 簡介
舊藝名荒木香惠（與現用藝名的日文讀音相同）。現在是自由身，以前經歷賢Production、ARTSVISION、81 Produce（2003年8月～2010年5月）。
為人熟悉的配音代表作有動畫《美少女戰士》系列的小小兔／水手小月亮、《夢幻遊戲》的夕城美朱、《網路安琪兒》的篠崎愛／守護星阿愛、《數碼寶貝大冒險》系列的八神光&巴達獸、《全力兔》的大小姐、《機動戰士V鋼彈》的碧姬·莉、《機動武鬥傳G鋼彈》的凱絲·羅納利、《新機動戰記鋼彈W》的希爾妲·休拜克、《秀逗泰山阿達♡》的愛麗莎·米拉諾、《抓狂一族》的西川法子、《無家可歸的孩子蕾米》的瑪麗婭、《戀愛情結》的吉岡美美；遊戲《魔域幽靈》系列的菲莉西亞&淚淚等。

## 經歷
大阪府出生。由於父親工作的關係，小學時期經常搬家，2年級住過北海道、3年級住過香川縣、大阪府門真市、4年級時又回到北海道苫小牧市。因此到高中畢業為止總共搬家7次。
小時候受到電視的影響對演劇的世界產生憧憬。其實她只是想要表演，並不想成為眾人矚目的主角。直到高中3三年級的秋天，才決定要走上戲劇之路。畢業於北海道的高中之後，為了成為舞台演員。來到東京之後加入了東京俳優生活協同組合（俳協）培訓學校，並在演員科待了半年。但因為無法參加高等考試而改加入了劇團。然後在有一次的舞台表演上，被正在觀賞的聲優經紀公司經理發掘，而改行開始投入配音工作。1986年出道，出道作是電視動畫《相聚一刻》的托兒所幼童一角。之後「無聊」這一小句的台詞，每次在荒木緊張的前一天，成為在她腦海中盤旋的話，然後就變成了「無聊，無聊」。賢Production時期，她工作的重心放在NHK記者及戶外舞台活動的主持人身上。然後在ARTSVISION時期，才轉移至動畫的工作上。
在1993年的《美少女戰士》系列中，因為三石琴乃急病住院，剩下7話（第44～50話）出場的主角月野兔／水手月亮由荒木代替。從代演的時候開始，因為後期錄製的進行只有幾天，所以她每次都是匆匆忙忙趕來錄音現場。在接近最後一話的一個重要場景是，月野兔已經是完整的角色，荒木為了進入角色，在精神上已經被超越。即使拼了死命盡自己的所能，就是不像月野兔，她重頭再來看無法說出有「荒木的味道」。但是，月野兔在動畫第1系列最後一集中的台詞「我想恢復正常的生活」是荒木打從內心深處想說出的話。後來，荒木在續作《美少女戰士R》接下了小小兔的角色。至於小小兔是在沒有舉辦試鏡會之下決定的。理由是在前作的試鏡會時，她有待到最終審查，演技受到肯定。她很高興當時跟經紀人說「我可以扮演這個角色嗎」。
1995年，以《夢幻遊戲》中的夕城美朱，在電視動畫第一次被提拔為主役。
2010年離開81 Produce，成為自由身，同時將藝名改為「荒木香衣」。
近年專注於講師的工作以提攜後進新人。

## 人物
對第一次見面的人不擅長表達自我。她說她想把自己當作一個陌生人來對待，這也就是為何走上演劇之路原因之一。荒木決定任何事情都需要很長的時間，一但做出了決定，會突飛猛進的做自我分析。有一次她本來準備要離開大阪了，卻突然被邀請參加2天後將在大阪演出的舞台表演。
自己與他人承認最相似的角色是夕城美朱，跟荒木在夢幻遊戲共演的本千夏評論道「妳真的很正直又糊塗，無論走到哪裡就是往前直奔。就像美朱一樣」。
美少女戰士系列第2部《美少女戰士R》開播後，由於三石琴乃還沒有出院，荒木繼續代演月野兔／水手月亮，包含過場動畫的聲音。三石出院之後，就再也沒有代演。參加美少女戰士而言，荒木認為自己最大的變化是「我現在可以吃東西了」。

## 演出
粗體字表示主要角色。

### 電視動畫
1986年
- 相聚一刻（托兒所幼童）

1990年
- Kiki與Lala的媽媽是最棒的！（星星之子）
- 摔角軍團〈銀河篇〉聖戰士羅賓Jr.（日语：レスラー軍団〈銀河編〉 聖戦士ロビンJr.）（虹幻姬·危麗）

1991年
- 淘氣的雙胞胎 克萊爾學院物語（日语：おちゃめなふたご クレア学院物語）（雪拉·奈拉）
- 機甲警察金屬傑克（神崎小百合）
- 金魚注意報（女學生A）

1992年
- 青澀花園（女學生C）
- 環保小尖兵（日语：地球SOS それいけコロリン）（江古）
- 櫻桃小丸子 (第1期)（小島富美子）
- 蜜柑繪日記
- 看了就會變強 暢快！橫綱動畫 啊啊播磨灘（日语：ああ播磨灘）（美雪）
- 我與我 兩個綠蒂（瑪麗婭）

1993年
- 海潮之聲（小濱裕實）
- 機動戰士V鋼彈（碧姬·莉）
- GS美神（綾）
- 秀逗泰山阿達♡（愛麗莎·米拉諾）
- 美少女戰士（月野兔／水手月亮〈代替〉[注 3]〉）
- 美少女戰士R（月野兔／水手月亮〈代替〉、小小兔／水手小月亮、Black Lady）
- 小婦人物語 南與喬老師（黛西·布魯克[13]）

1994年
- 機動武鬥傳G鋼彈（凱絲·羅納利、小孩A）
- 美少女戰士S（小小兔／水手小月亮）
- 蠟筆小新（水手）
- 淘氣貓 喵喵三丁目 (第2期)（芝麻、波）
- 可愛巧虎島（時計屋的子孫）
- 超變身俏妞（日语：超くせになりそう）（奇拉拉）
- 幸運超人（追逐辣妹1號）
- 魔法騎士雷阿斯（女子B、友人）

1995年
- 愛天使傳說（女學生）
- 怪盜Saint Tail（篠宮沙耶香）
- 近所物語（靜香）
- 新機動戰記鋼彈W（希爾妲·休拜克）
- 櫻桃小丸子 (第2期)（1995年－，小島富美子）
- 麵包超人（紅豆糕、〈初代〉）
- 美少女戰士SuperS（小小兔／水手小月亮）
- 淘氣小愛神（阿提蜜絲、回音）
- 夢幻遊戲（1995～1996，夕城美朱）
- 暖暖日記（チィラビちゃん）

1996年
- 愛麗絲 in Cyberland（日语：ありす in Cyberland）（鳳麗奈）
- 無家可歸的孩子蕾米（瑪麗婭）
- 酷妹當家（沙耶香）
- 鬼太郎 (第4作)（百合香、瑪麗）
- 玩偶遊戲（志津、大地詩織）
- 大象巴巴（芙蘿拉）
- 美少女戰士SuperS（小小兔／水手小月亮）
- 魔法少女砂沙美（LINE女、寶貝用品女）
- 名偵探柯南（谷晶子）
- （瑪倫）

1997年
- 妖精狩獵者（可莉娜）
- 秀逗魔導士TRY（安娜）
- 大運動會（女學生）
- 神奇寶貝
- 烈火之炎（羊子）

1998年
- 抓狂一族（西川法子）
- 動畫版 男人真命苦 ～寅次郎勿忘我～（綾子）
- 庫洛魔法使（茜）
- 麵包超人（雲朵女王）
- 機動神腦（小孩）

1999年
- 愛的若草山物語（川村育美）
- 天生一對（小泉明）
- 動畫泡泡時間（日语：アニメ愛のあわあわアワー）「看家鼠惠比知由」（御花畑〈渡邊〉、OL、雷吉的姐姐、女子、電視的聲音）
- 神風怪盜貞德（里美）
- 課長王子（田中良子）
- 小梅行！（白石、友人、店員、女子社員 他）
- 極道君漫遊記（日语：ゴクドーくん漫遊記）（羅幽花）
- 麻辣教師GTO（長瀨渚）
- 神八劍傳（日语：神八剣伝）
- 數碼寶貝大冒險（八神光 等）
- 日本第一的男兒魂（日语：日本一の男の魂）（女、原口勇〈小時候〉、護理人員 等）
- 日本第一的男兒魂2（由美、直樹、開胃小菜、繪里香 等）
- 炸彈人 彈珠人爆外傳V（マーメイドボン）
- 徽章戰士（ナダコ）

2000年
- 夢幻天女（來間翔太）
- 網路安琪兒 (第2期)（篠崎愛／守護星阿愛）
- 數碼寶貝大冒險02（八神光、泉佳江、羅剎獸、薩姆、瑪麗婭、八神光的女兒 等）
- 咕嚕咕嚕魔法陣 心跳♡傳說（茱茱·庫·修南魯、貝貝克）
- 蠟筆小新（磯邊真紀）
- 和爸爸跳舞吧（日语：パパと踊ろう）（美惠）
- 袖珍女侍小梅（谷千草）
- 仙魔大戰2000（日语：ビックリマン2000）（品宮、兇滅神瑪妮絲）
- 深藍救兵（鴇田純、薄墨一信、愛琳·迦內特）
- 怪獸農場 ～前往傳說之路～（日语：モンスターファーム (アニメ)）（蜜雪兒）

2001年
- 元氣五胞胎（森野小玉）
- 地球少女Arjuna（白河由香里）
- 可愛巧虎島（ビバちゃん）
- 華麗的機會（日语：チャンス〜トライアングルセッション〜）（面談者）
- 櫻桃小丸子 (第2期)（雪女）

2002年
- 數碼寶貝04無限地帶（巴達獸）
- 飆悍射將（堂本香織）
- 翼神世音（凱茜·麥克瑪亨）
- 魔法咪路咪路（嬌嬌仔、真裏奈）

2003年
- 妮嘉尋親記（西蒙·蒙特蘭）
- R.O.D -THE TV-（考古學者〈愛麗絲·愛麗絲·艾克威德〉）
- 小On的夢之力量大冒險！（日语：onちゃん）（小ok）
- Gilgamesh（日语：ギルガメッシュ (漫画)）（結城麗子）
- 名偵探柯南（天堂晴華）

2004年
- 混沌武士（男孩子）
- 索斯機械獸IV（蕾貝卡）
- B傳說！戰鬥彈珠人（燕沙莉）
- 仙境傳說 THE ANIMATION（凱撒琳）

2005年
- 哈姆太郎（大姐姐）
- 怪傑佐羅利（妮可妮婭）

2007年
- Keroro軍曹（九條冥）
- 遊☆戲☆王 怪獸之決鬥GX（海神之巫女）
- 戀愛情結（吉岡美美[14]）
- 羅密歐×茱麗葉（赫麥奧妮的母親）

2008年
- 鬼太郎 (第5作)（女兒）
- 紅（女中2）
- 全力兔（大小姐）

2009年
- 可愛小芝麻（日语：まめゴマ）（小糖）
- 你好 安妮 ～Before Green Gables（南茜、莎麗、凱茜·梅根）
- 名偵探柯南（冰川萌生）

2012年
- 名偵探柯南（大賀美佐子）

2015年
- 名偵探柯南（大磯永美）

2021年
- 宝可梦 旅途（娜姿）

### 電影動畫
1992年
- 機動戰士鋼彈0083：吉翁的殘光（賈桂琳·西蒙（日语：機動戦士ガンダム0083 STARDUST MEMORYの登場人物#ジャクリーヌ・シモン））

1993年
- 劇場版 美少女戰士R（小小兔）
- Make Up！水手戰士（小小兔）

1994年
- 劇場版 美少女戰士S（小小兔／水手小月亮）

1995年
- 劇場版 美少女戰士SuperS：夢想黑洞的奇蹟（小小兔／水手小月亮）
- Special Present 亞美的初戀 美少女戰士SuperS 外傳（小小兔）

1996年
- （蘭）

1999年
- 劇場版 數碼寶貝大冒險（八神光）

2000年
- 數碼寶貝大冒險：我們的戰爭遊戲！（八神光）
- 數碼寶貝大冒險02 前篇：數碼獸颶風登陸!!／後篇：超絕進化!!黃金的數碼裝甲（八神光）

2001年
- 數碼寶貝大冒險02：超惡魔獸的逆襲（八神光）

2002年
- XEVIOUS（瑪莎）

2019年
- 淘氣貓 喵喵三丁目：小玉與不可思議的石像（芝麻[15]）

### OVA
1990年
- 藤子·F·不二雄 動畫特集 SF冒險 無敵超級豪華人（日语：ウルトラ・スーパー・デラックスマン）（歌手）
- 超真實麻雀 混亂的戰鬥麻雀（日语：スーパーリアル麻雀#OVA）（窺視的貓）
- 藤子·F·不二雄科幻短篇（日语：藤子・F・不二雄のSF短編）（歌手）

1991年
- 機動戰士鋼彈0083：Stardust Memory（賈桂琳·西蒙（日语：機動戦士ガンダム0083 STARDUST MEMORYの登場人物#ジャクリーヌ・シモン））

1993年
- 當你回頭時（日语：あなたが振り返るとき）（齋藤水穗）
- KO世紀三獸士II（戰鬥員C）
- 怪醫黑傑克（弓子）

1994年
- 疾風無敵銀堡壘 在銀光的旗幟下（席尼·瑪文特）
- 最終幻想（露裘的部下）

1995年
- 貓眼女槍手（日语：ガンスミスキャッツ#OVA）（梅·霍普金斯〈迷你梅〉）
- 銀河少女傳說 ～哀傷的賽雷茵～（日语：銀河お嬢様伝説ユナ#OVA）（春菜）

1996年
- 機動戰士鋼彈 第08MS小隊（女性士兵（日语：機動戦士ガンダム_第08MS小隊の登場人物#女性兵士））
- 小鐵的大冒險（日语：小鉄の大冒険）（阿左美）
- 夢幻遊戲（1996～1997，夕城美朱）

1997年
- 愛麗絲 in Cyberland（日语：ありす in Cyberland）（鳳麗奈）
- 學校的幽靈5（勇太）
- 超獸傳說Gestalt（日语：超獣伝説ゲシュタルト）（王理）
- 電腦戰隊VOOGIE'S★ANGEL（日语：電脳戦隊ヴギィ'ズ★エンジェル）（蜜雪兒·薩瑪）
- 大運動會（學姐A）
- 夢幻遊戲 第二部（1997～1998，夕城美朱）
- 魔法騎士雷阿斯（女子B）

1999年
- 青山剛昌短篇集（陽子）

2001年
- 夢幻遊戲 -永光傳-（2001～2002，夕城美朱）

2003年
- 銀河美少女 Hearts（大葉真夜）
- HUNTER×HUNTER GREED ISLAND（案内嬢、女）

2004年
- HUNTER×HUNTER G·I Final（艾蓮娜、依妲）

2005年
- 銀河美少女 Hearts Power Up！（大葉真夜）

2008年
- 柳瀨嵩童話劇場 星星之子倫達（日语：やなせたかしメルヘン劇場）

### 遊戲
1991年
- SUPER世界棒球（日语：SUPERワールドスタジアム）（實況播報員）

1993年
- VainDream II（日语：ヴェインドリームII）（法妮絲）
- 電腦天使（日语：電脳天使）

1994年
- Variable Geo（日语：ヴァリアブル・ジオ）（楠真奈美）
- 魔域幽靈 The Night Warriors（菲莉西亞）
- 初戀物語（ミリネール·ユラナス·サブロマリン、水城結衣）
- 美少女戰士（日语：美少女戦士セーラームーン (ゲーム)）（小小兔／水手小月亮）
- 美少女戰士S 今天要代替方塊懲罰你！（小小兔／水手小月亮）
- 女神天國（日语：女神天国）（瑪哈拉佳）

1995年
- 美少女格鬥Asuka120% BURNING Fest.（日语：あすか120%）（豐田可莉奈）
- 魔域幽靈：獵人 Darkstalkers' Revenge（菲莉西亞、淚淚）
- 海雫（月之女神阿提米絲）
- 美少女戰士 ANOTHER STORY（小小兔／水手小月亮）
- 美少女戰士S（小小兔／水手小月亮）[注 4]
- 美少女戰士S Crooklyn（小小兔／水手小月亮）
- 美少女戰士Sailor Stars 輕飄飄的恐慌（小小兔／水手小月亮）

1996年
- 愛麗絲 in Cyberland（日语：ありす in Cyberland）（鳳麗奈）
- 快打方塊2X（日语：スーパーパズルファイターIIX）（菲莉西亞、淚淚、旁白）
- DANCING EYES（日语：ダンシングアイ）
- 美少女戰士SuperS 全員參加!! 主角爭奪戰（小小兔／水手小月亮）
- 美少女戰士Sailor Stas 輕飄飄的恐慌2（小小兔／水手小月亮）
- 風雲悟空忍傳（三藏）
- 王國傳說2（女盜賊白浪）

1997年
- 阿爾納姆之翼 在燒塵之空的彼方（日语：アルナムの翼 焼塵の空の彼方へ）（紅葉）
- 魔域幽靈：救世主 The Lord of Vampire（菲莉西亞）
- 魔域幽靈：救世主2 The Lord of Vampire（菲莉西亞）
- 魔域幽靈：獵人2 Darkstalkers' Revenge（菲莉西亞）
- 銀河少女傳說3 LIGHTNING ANGEL（日语：銀河お嬢様伝説ユナ）（桃花）
- 問答七彩夢 虹色町的奇跡（日语：クイズなないろDREAMS 虹色町の奇跡）（潮崎久美子）
- 裝甲戰士（日语：サイバーボッツ）（昂）
- 蒂爾克 ～藍色大海的少女～
- 戀之千年王國（金賈·畢巴姆）
- 美少女夢工場 夢幻妖精（查米 、尤莉）
- 袖珍快打（日语：ポケットファイター）（菲莉西亞）
- 女神天國II（瑪哈拉佳）
- 鋼鐵天使3（胡蝶久美、伊莎貝拉·艾斯伯格）

1998年
- Another Memories（雪莉·坦普爾頓）
- （夏樹水帆）
- GUN甘巴雷！遊戲天國（櫻）
- 金田一少年之事件簿2 地獄遊園殺人事件（皆本火世）
- 時鐘塔：鬼頭（日语：クロックタワーゴーストヘッド）（御堂島優）
- 旅遊派對 來一場畢業旅行吧（矢作惠、惡魔）
- Prism Court（日语：プリズムコート）（岡明）
- 美少女夢工場 口袋大作戰（查米）
- 誘惑辦公室戀愛課（日语：ゆうわくオフィス恋愛課）（矢作惠）

1999年
- 女神戰記（潔拉朵、芙蕾雅）

2000年
- 明天戀愛了 ～Prime Beat Planet～（日语：あすは恋して〜 Prime Beat Planet 〜）（岩倉美菜）

2001年
- 兒童劇場 美少女戰士世界（小小兔／水手小月亮）
- 吉翁最前線 機動戰士鋼彈0079（日语：ジオニックフロント 機動戦士ガンダム0079）（吉翁女性士兵）
- 數碼寶貝03馴獸師之王 Battle Evolution（日语：デジモンテイマーズ バトルエボリューション）（八神光）

2002年
- SD鋼彈 G世代 NEO（賈桂琳·西蒙（日语：機動戦士ガンダム0083 STARDUST MEMORYの登場人物#ジャクリーヌ・シモン）、帕梅拉·史密斯）
- 機動戰士鋼彈戰記 Lost War Chronicles（吉翁女性士兵）

2003年
- 機動戰士鋼彈 宇宙相逢（日语：機動戦士ガンダム めぐりあい宇宙）（賈桂琳·西蒙、莉莉亞·弗羅貝爾）
- 光明騎士4（日语：グローランサーIV）（艾莉西亞）
- 第2次超級機器人大戰α（賈桂琳·西蒙、古古露）
- 霸天開拓史 永恆之翼與失落之海（米洛提亞）
- Rahxephon 蒼穹幻想曲（日语：ラーゼフォン 蒼穹幻想曲）（凱西·麥克馬洪）

2004年
- SD鋼彈 G世代 SEED（賈桂琳·西蒙、帕梅拉·史密斯）
- 機動戰士鋼彈 戰士們的軌跡（日语：機動戦士ガンダム 戦士達の軌跡）（吉翁女性士兵）
- 重生傳奇（塞琳娜·克羅）
- CAPCOM FIGHTING Jam（日语：CAPCOM FIGHTING Jam）（菲莉西亞）

2005年
- 新世紀勇者大戰（日语：新世紀勇者大戦）（梅都朋）
- 機獸新世紀Infinity FUZORS（日语：ゾイドインフィニティ）（蕾貝卡、拉彌亞）
- 第3次超級機器人大戰α 終焉之銀河（賈桂琳·西蒙、希爾妲·休拜克）
- 深淵傳奇（帕梅拉·泰琳）
- NAMCO×CAPCOM（菲莉西亞、鳳鈴）
- 武藏傳II 劍聖（敵方角色 等）

2006年
- Another Century's Episode 2（賈桂琳·西蒙）
- 女神戰記 蕾娜絲（潔拉朵、芙蕾雅）
- 鋼彈激鬥會戰（日语：ガンダムバトルロワイヤル）（莉莉亞·弗羅貝爾）
- 機動戰士鋼彈 戰場之絆（日语：機動戦士ガンダム 戦場の絆）（聯邦軍連線員）
- 機動戰士鋼彈 宇宙世紀精華集（日语：機動戦士ガンダム クライマックスU.C.）（賈桂琳·西蒙、吉翁女性士兵）
- 時空幻境 暴風傳奇（日语：テイルズ オブ ザ テンペスト）（艾里亞·艾庫巴古）

2007年
- 寶貝萬歲：歡樂派對（日语：あつまれ!ピニャータ 〜レッツ☆パーティー〜）
- SD鋼彈 G世代 SPIRITS（帕梅拉·史密斯、莉莉亞·弗羅貝爾、賈桂琳·西蒙、碧姬·莉）
- 經典傳奇Vol.2（日语：テイルズ オブ ファンダム Vol.2）（傑德·卡迪斯〈少年時期〉）

2008年
- 鋼彈激鬥宇宙（日语：ガンダムバトルユニバース）（莉莉亞·弗羅貝爾、女性士兵）
- 交錯刀鋒（日语：クロスエッジ）（菲莉西亞）
- 侍魂 閃（鈴姬）

2009年
- SD鋼彈 G世代 WARS（賈桂琳·西蒙、碧姬·莉）

2010年
- 鋼彈突擊求生戰（日语：ガンダムアサルトサヴァイブ）（女性士兵）
- 蒼空騎士 ～飛向CODA～（尼祿）
- 數碼寶貝合體戰爭 超數碼大戰（日语：デジモンクロスウォーズ　超デジカ大戦）（八神光）

2011年
- SD鋼彈 G世代 3D（碧姬·莉）
- SD鋼彈 G世代 WORLD（碧姬·莉）

2012年
- SD鋼彈 G世代 OVER WORLD（碧姬·莉、莉莉亞·弗羅貝爾）
- 第2次超級機器人大戰OG（古古露）
- 第2次超級機器人大戰Z 再世篇（希爾妲·休拜克）

2013年
- 數碼寶貝大冒險（八神光[16]）

2014年
- 機動戰士鋼彈 SIDE STORIES（莉莉亞·弗羅貝爾）
- 第3次超級機器人大戰Z 時獄篇（希爾妲·休拜克）
- 名偵探柯南 幻影狂詩曲（千草雪人）

2015年
- 第3次超級機器人大戰Z 天獄篇（希爾妲·休拜克）

2016年
- SD鋼彈 G世代 GENESIS（賈桂琳·西蒙、莉莉亞·弗羅貝爾）

2017年
- 鋼彈對決（日语：ガンダムバーサス）（碧姬·莉）
- 星海遊俠：回憶（日语：スターオーシャン:アナムネシス）（芙蕾雅）

2018年
- 擂台☆夢想～女子職業摔角大戰～（日语：リング☆ドリーム 女子プロレス大戦）（中江鸚哥）

2019年
- 時空幻境 鏡光傳奇 仙女鎮魂曲（日语：テイルズ オブ ザ レイズ）（艾里亞·艾庫巴古）

### 廣播劇CD
1992年
- 機動戰士鋼彈0083 STARDUST MEMORY 倫卡洋面砲擊戰（賈桂琳·西蒙）
- 機甲警察金屬傑克 PARTY JACK（神崎小百合）

1993年
- 精靈使（日语：精霊使い）（麿透惟）
- Legend of Crystania ～起程的冒險者們～（日语：クリスタニア）（賽兒）

1994年
- CD劇場 勇者鬥惡龍V（日语：CDシアター ドラゴンクエスト）（波比）
- 我想抱著你（矢崎日佐子）

1995年
- REVERY EARTH 漫畫CD（日语：レヴァリアース） 能呼喚幸運的手鐲!?（提克）

1996年
- 貓眼女槍手（日语：ガンスミスキャッツ#OVA）（迷你梅）
- 小鐵的大冒險（日语：小鉄の大冒険） 小凛的初戀大作戰!!（阿左美）
- 世紀末Darling II（元木涼子）
- 電腦戰隊VOOGIE'S★ANGEL（日语：電脳戦隊ヴギィ'ズ★エンジェル）（蜜雪兒·薩瑪）
- 熱血！聲優物語 大聲叫出來！（日语：叫んでやるぜ!#ドラマCD）（山田彩）
- 摔角天使（日语：レッスルエンジェルス） 新女恒例！波亂必至的大忘年會 IN 下呂溫泉（結城千種）

1997年
- 海底嬌娃藍華 ～Little Trigger Girl～（水澄·費南多）
- 亞利絲 in Cyberland（日语：ありす in Cyberland）（鳳麗奈）
- 戀之千年王國外傳（金賈·畢巴姆）
- 熱血！聲優物語 大聲叫出來！2（山田彩）
- Prism Court（日语：プリズムコート）（岡明）

1998年
- 時鐘塔：鬼頭（日语：クロックタワーゴーストヘッド）（御堂島優）
- BURN-UP EXCESS plus（紅霰）
- 金牌女警2 廣播劇CD Vol.3（飴藥寺芽芽）
- 初戀物語（水城結衣）
- 美少女纏組（日语：ファイアーウーマン纏組）（川村茜）

1999年
- 美少女格鬥Asuka120%（日语：あすか120%） Final 原聲廣播劇（豐田可莉奈）
- 七彩夢 虹色町的奇跡 廣播劇專輯（日语：クイズなないろDREAMS 虹色町の奇跡）（潮崎久美子）

2000年
- 熱血！聲優物語 大聲叫出來！3、4（山田彩）

2001年
- 貧窮貴公子（杉浦美加）

2002年
- 聖魔之血 R.A.M. II MISSION 1「NEVER LAND」（溫蒂）

2003年
- 櫻蘭高校男公關部 閃亮CD包（綾小路）
- 銀河美少女 Hearts（大葉真夜）

2004年
- 黃昏花（瀧瑤子）
- 花樣男子鐵道員

2005年
- 銀河美少女 Hearts Power Up！（大葉真夜）
- 伯爵不好 1（安倍早紀子）
- 重生傳奇（賽蓮娜·克洛）

2006年
- 深淵傳奇（傑德·卡帝斯〈少年時期〉）
- 不可思議工房症候群 第2彈 「一個人的誕生日」（彼女）

2007年
- 暴風傳奇（艾里亞·艾庫巴古）

2008年
- 奮戰吧！賽巴斯汀（日语：戦う!セバスチャン）3（約瑟夫〈嬰兒〉）

2015年
- 季節 ～～（櫻）

2018年
- 霞（水澤小百合）

### 外語配音

#### 電影
- 激情罪惡（娜塔莉〈傑西·戈爾德〉）
- 致命突擊隊（摩根·歐米拉〈阿什利·卡林〉）※日本電視台版。
- 怪傑變錯身（英语：Dr. Jekyll and Ms. Hyde） ※VHS版。
- 大家都說我愛你（英语：Everybody Says I Love You）（蘿拉·丹鐸〈娜塔莉·波特曼〉）
- 心指引的地方（英语：Follow Your Heart (1996 film)）
- 喧鬧村的孩子們番外篇（英语：More About the Children of Noisy Village）
- 說不完的故事3
- 魔翼殺手2（英语：The Prophecy II）（伊莎貝爾“伊瓅”〈布蘭妮·墨菲〉）
- Red Border／Cold Front (1990年電影)
- 搖滾教室（Marta "Blondie"〈凱特琳·赫爾（英语：Caitlin Hale）〉）

#### 電視影集
- 綻放（英语：Blossom (TV series)）（肯尼迪）
- 淘氣小子看世界（英语：Boy Meets World）（摩根·馬修）
- 幽浮檔案（英语：Dark Skies）（珍妮佛）
- 急診室的春天（第10季：亨利、第14季：哈利、第15季：安娜塔西亞·強森〈伊蔓妮·哈基姆（英语：Imani Hakim）〉）
- 歡樂家庭 (第2季)（Kim）
- 超自然奇遇（英语：So Weird）（6歲時的Fiona 'Fi' Phillip）
- 空間之旅（英语：Spellbinder (TV series)）（班）

#### 動畫
- 家有阿貴（茉莉花的母親）
- 高飛家族
  - 高飛電影（史泰西〈珍納·馮·奧伊（英语：Jenna von Oÿ）〉）
- 大力士（英语：Hercules (1998 TV series)）（寧芙）
- 小小湯姆與傑利（學生、馬里昂）

### 音樂CD
- Amitie（吉田古奈美 & 荒木香惠）
- 數碼寶貝大冒險02 最好的拍檔(11) 八神光 & 迪路獸（2000年8月23日發行）

### 廣播劇
- NHK-FM FM劇院（日语：FMシアター）
  - （1998年[17]，實田繪理）
  - 微笑盲導犬（2000年[18]，岡田朋子）

### 電視節目
NHK教育
- 來玩英語吧（日语：えいごであそぼ）（漂亮， → 「島」）

其它電視台
- 聲♥遊俱樂部（東京電視台）－節目嘉賓
- VOICE POWER 2010「～」（Animax，2010年8月21日）－節目嘉賓

### 其它
- 富士達電梯聲音嚮導（通常廣播）
- 京都市營巴士的左轉警告廣播（非車廣播）
- 日本信號停車場系統記算機的廣播
- 機動戰士鋼彈0079卡片建立者（日语：機動戦士ガンダム0079カードビルダー）（賈桂琳·西蒙（日语：機動戦士ガンダム0083 STARDUST MEMORYの登場人物#ジャクリーヌ・シモン）、莉莉亞·弗羅貝爾）
- 錄影帶 聲·優俱樂部＋α?！在電視上無法看的特別版 Vol.5
- 那些我們聽過的歌曲（日语：あの歌がきこえる）
- 角子機網站 茉莉花之劍（三峯雛菊）

## 腳註

## 外部連結
- 荒木香衣｜81 Produce （日語）
- （日語）－荒木香衣的官方個人部落格。
- （日語）－（舊）荒木香衣的官方個人部落格。